# القصرين
الڨَصْرِين مدينة تونسية تقع في الوسط الغربي التونسي، تبعد 290 كم عن العاصمة. وهي مركز ولاية بنفس الاسم. وتعود تسمية المدينة نسبة إلى قصرين من عهد الرومان.

## التاريخ
توجد القصرين في منطقة تاريخية هامة، حيث توجد بها عدة مدن تعود إلى العهد الروماني، ومن أهمها سبيطلة وحيدرة وبنماقطة التاريخية. أما موضع القصرين فقد كانت به مدينة تسمى سيليوم، ثم غاب اسمها في الفترات اللاحقة. أما المدينة الحديثة فقد تأسست على عين ماء تدعى عين القائد، وقد أكسبت بعض الأهمية إثر انتفاضة الفراشيش عام 1906، فأقيمت بها في ذلك العام مراقبة مدنية، بعدما كانت تالة هي التي تقوم بدور عاصمة المنطقة، ويعود اختيار القصرين لمركزية موقعها في مجال قبيلة الفراشيش، وتدعمت أهميتها بعد شق السكك الحديدية لتمر بترابها، وخاصة بعد إنشاء مخزن لتجميع الحلفاء. وفي عام 1943 قامت بها إحدى أهم معارك جبهة شمال إفريقيا في الحرب العالمية الثانية بين الحلفاء وفيلق الصحراء بقيادة إيرفن رومل. وفي 17 ماي 1945 تأسست بلدية القصرين رغم صغر البلدة آنذاك حيث كانت تعد حوالي الألف نسمة 650 منهم من الفرنسيين، ثم لم تكن تعد عام 1956 غير 2.700 نسمة، ثم نمت بسرعة بعد الاستقلال لتصل إلى 9.800 عام 1966 ثم 47.606 عام 1984 و 76.243 عام 2004، ويعود هذا النمو المتسارع إلى استقرار الكثير من أفراد القبائل فيها، ثم لأنها أصبحت منذ عام 1958 مركز ولاية مع ما يعنيه ذلك من تركز الأنشطة الإدارية بها.

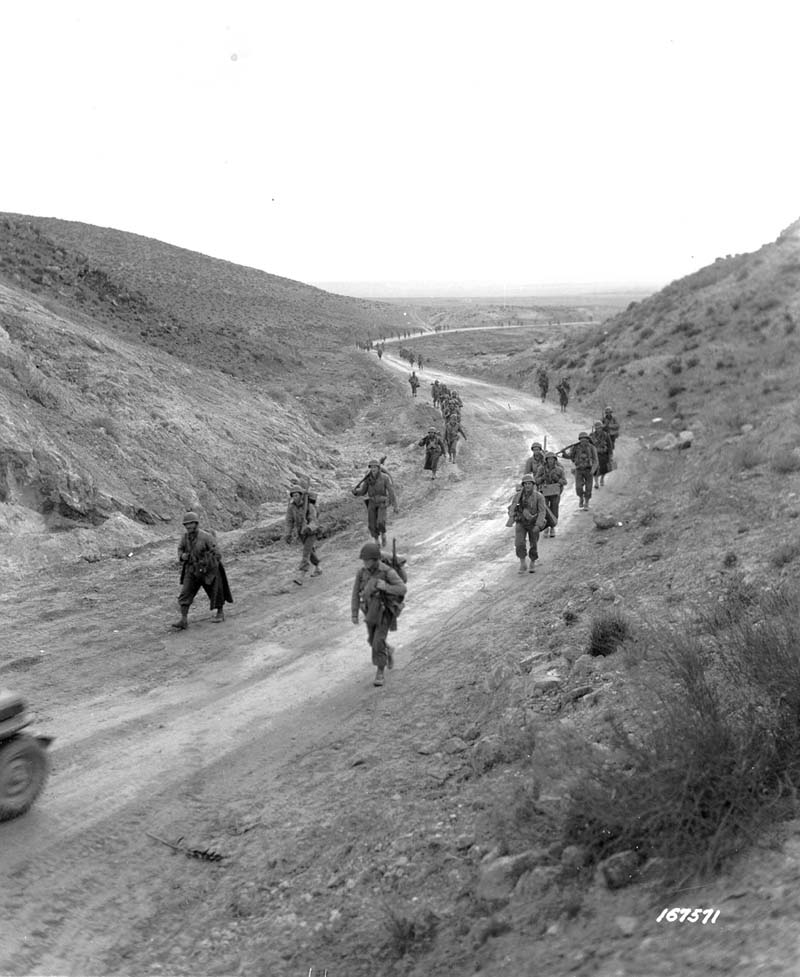
الفيلق الثاني من الفوج 16 للقوات البرية للولايات المتحدة في طريقها من القصرين إلى فريانة في 26 فيفري 1943.

كما شهدت هذه الرقعة من التراب التونسي أول فتح عربي إسلامي تحت قيادة عبد الله بن الزبير وذلك حول مدينة سبيطلة سنة 674 م وتم من خلالها فتح كامل البلاد ثم شمال أفريقيا وجنوب أوروبا. وفي تاريخها الحديث شهدت سهول فوسانة وبولعابة المعارك القبل الأخيرة للحرب العالمية الثانية والتي كانت فيصلا في انتصار الحلفاء على النازية كما آوت جبال الولاية فيالق الثورة المسلحة ضد الإحتلال الفرنسي خلال ملحمة التحرير الوطنية.

## الجغرافيا
تقع ولاية القصرين في الوسط الغربي من البلاد التونسية وهي محاذية للشريط الحدودي مع القطر الجزائري على طول 220 كلم، تمسح 826 ألف هكتار وعدد سكانها 412 ألف نسمة حسب إحصاء 2004. مناخ القصرين شبه قاري ومعدل كميات الأمطار 200 مم إلى 400 مم في السنة، وتتميز الجهة بصيف حار وجاف نسبيا أقصاه 42 درجة وشتاء، بارد ورطب (5 درجات).
تبعد مدينة القصرين عن:
- قفصة (مطار) 110 كلم
- سوسة (ميناء) 195 كلم
- صفاقس (مطار- ميناء) 200 كلم
- المنستير (مطار- ميناء) 200 كلم
- تونس (مطار- ميناء) 290 كلم

## الصناعة
تزخر ولاية القصرين بمدخرات هامة ومتنوعة من المواد الإنشائية القابلة للتحويل مما يوفر فرصا عديدة للاستثمار في مجال مواد البناء والبلور، والصناعات الكيميائية إلى جانب ما يوفره القطاع الفلاحي من منتوجات قابلة للتصنيع.
بالإضافة إلى بعث العديد من المشاريع ذات المجالات الواعدة أهمها قطاع النسيج الذي يدخل لأول مرة في تقاليد الجهة حيث تم تركيز العديد من وحدات الخياطة ذات الطاقة التشغيلية المرتفعة في إطار المناولة مع المؤسسة العالمية BENETTON.
كما توجد بالولاية خمسة مناطق صناعية منها واحدة مهيأة من قبل الوكالة العقارية الصناعية وتحتوي على 50 مقسما.
- عدد المؤسسات المصدرة: 19 مؤسسة
- عدد المؤسسات المشغلة لأكثر من 6 مواطن شغل: 168 مؤسسة
- مركز للعمل عن بعد يضم 10 مؤسسات في اختصاصات إحداث مواقع الواب وتطوير البرمجيات والملتيميديا وخدمات الإعلامية والعمل عن بعد، بالإضافة إلى مركزي نداء.

شعار المستقبل الرياضي بالڨصرين.

## إقتصاديا
اشتهرت القصرين، اقتصاديا، بإنتاج الحلفاء التي يقع تحويلها في الشركة الوطنية لعجين الحلفاء وصنع الورق التي تأسست عام 1963، وفيما عدا هذا العمل فإن بقية الصناعات التي تغلب عليها الصناعات الغذائية، تتميز بصغر حجمها وضعف تشغيليتها.
في العموم يوجد خمس مناطق صناعية. بالقرب من المدينة يوجد منطقتين صناعيتين، الأولى بالقرب من شركة النقل بالقصرين، والثانية توجد على طريق معتمدية تالة، بمسافة لا تتجاوز السبعة كيلومترات عن مدينة القصرين.
هذه المنطقة الصناعية تضم العديد من الشركات والمصانع، أهمها مخازن لتبريد الخضر والغلال وحفظها، مصنع الصابون، شركة بولي بلاستيك لصناعة الأنابيب البلاستيكية، مصنع الآجر...

## الرياضة
ينشط في المدينة فريق المستقبل الرياضي بالڨصرين. نشط المستقبل الرياضي بالقصرين في الرابطة المحترفة الأولى لكرة القدم لموسم 2015-2016.
بالنسبة لكرة السلة، ينشط في المدينة نادي الملعب الرياضي بالقصرين والذي بدوره ينشط في الدوري التونسي لكرة السلة. من أبرز لاعبي كرة السلة بهذا الفريق: بلال نداري، هشام بن مخلوف، مروان نداري.

## معطيات ديمغرافية
يبلغ عدد سكان ولاية القصرين 412278 نسمة (المعهد الوطني للإحصاء 2004) موزعين حسب الفئة العمرية التالية:

## أعلام المدينة
- محمد الناجم الغرسلي قاض ووالي سابق لولاية المهدية قبل أن يتم تعينة وزيرا للداخلية في حكومة الحبيب الصيد.[3]
- فوزية العلوي (05 ماي 1957 [4]) كاتبة وشاعرة تونسية.
- وليد البناني (11 نوفمبر 1956) قيادي في حزب حركة النهضة وعضو في المجلس الوطني التأسيسي.